# Hendersonulina astragalina
Hendersonulina astragalina är en svampart som först beskrevs av Franz Petrak, och fick sitt nu gällande namn av Franz Petrak 1951. Hendersonulina astragalina ingår i släktet Hendersonulina, divisionen sporsäcksvampar och riket svampar.   Inga underarter finns listade i Catalogue of Life.